# Julius Pölkow
Friedrich Julius Pölkow (* 7. August 1866 in Gottesgabe, Großherzogtum Mecklenburg-Schwerin; † 15. Mai 1926 in Weimar) war ein deutscher Schullehrer und Politiker (DNVP, DVFP). Er gehörte ab 1924 als Mitglied des Thüringer Landtages zu den ersten nationalsozialistischen Abgeordneten eines deutschen Landesparlaments.

## Leben
Julius Pölkow, Sohn des Schullehrers Ludwig Heinrich Friedrich Pölkow und seiner Ehefrau Louise Sophia Eleonore (geb. Schomann), besuchte bis 1881 die Volksschule in Gottesgabe und studierte von 1887 bis 1889 am Lehrerseminar in Lübtheen. Anschließend trat er in den Schuldienst ein und wirkte als Lehrer in Mecklenburg, darunter von 1892 bis 1894 in Luckwitz bei Wittendörp und von 1894 bis 1898 in Perlin. Im Jahr 1898 siedelte er nach Sachsen-Weimar-Eisenach über und war in der Folge Lehrer in mehreren Orten des Amtes Allstedt: zunächst in Niederröblingen, ab 1900 in Einsdorf und ab 1907 in Mönchpfiffel, wo er 1923 zum Oberlehrer ernannt wurde. Mit Wirkung vom 1. Mai 1924 wurde er auf Grund von Art. 3 § 1 Ziffer 1 des thüringischen Notgesetzes über die Herabminderung der Personalausgaben vom 28. Dezember 1923 in den Wartestand versetzt.

### Politik
Pölkow trat 1921 der Deutschnationalen Volkspartei bei und kandidierte im selben Jahr erfolglos für ein Landtagsmandat. 1924 zog er über den Landeswahlvorschlag der Vereinigten Völkischen Liste (VVL), einer Tarnorganisation der verbotenen NSDAP, in den dritten Thüringer Landtag ein und wurde Mitglied der bis Ende Februar desselben Jahres ebenfalls verbotenen Deutschvölkische Freiheitspartei, deren Ortsgruppenführer in Weimar er 1926 war; zudem gründete er die Arbeitsgemeinschaft Völkische Lehrerschaft.
Im Landtag gehörte er zunächst mit sechs weiteren Abgeordneten der VVL der Fraktion der Nationalsozialistischen Freiheitspartei bzw. des Völkisch-sozialen Blocks an, bevor sich diese am 4. Juli 1925 auflöste und Pölkow Vorsitzender der Fraktion Deutschvölkische Freiheitsbewegung wurde, der neben ihm Walter Wünsche, Erwin Röhrig und als Hospitant Paul Hennicke angehörten.
Pölkow, der evangelisch-lutherischer Konfession und seit 1890 mit Wilhelmine Sophie Luise Margarete Henriette Wiechert (1865–1944), der Tochter des Schullehrers Henrich Christoph Wiechert, verheiratet gewesen war, starb vor Ende der Legislaturperiode im Alter von 59 Jahren. Bernhard Schauen rückte für ihn in den Landtag nach.